# چک ایرلاینز

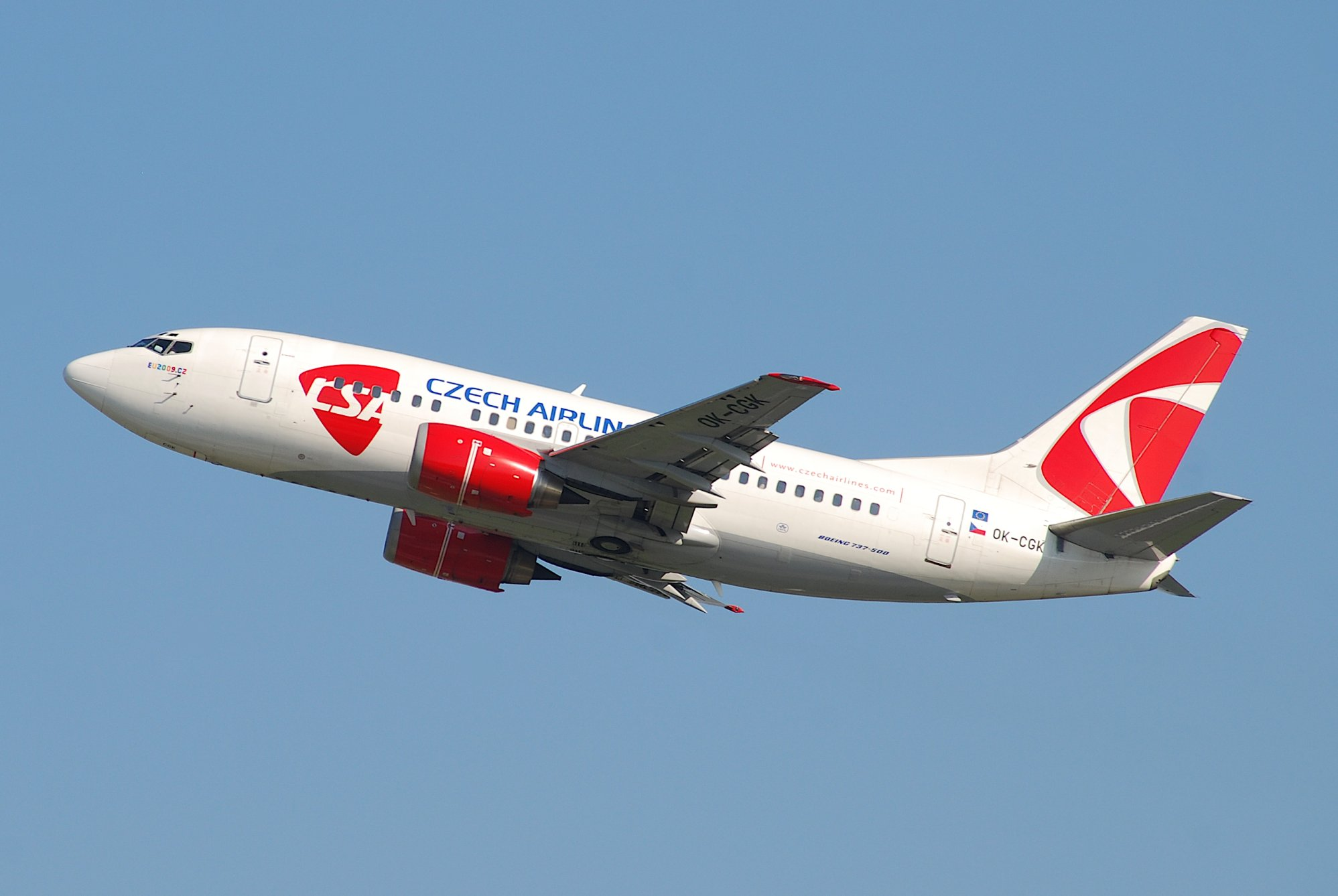
هواپیمای بوئینگ ۷۳۷ متعلق به چک ایرلاینز، بر فراز شهر زوریخ

چک ایرلاینز (به چکی: ČSA České aerolinie) شرکت هواپیمایی حامل پرچم جمهوری چک است، که دومین شرکت هواپیمایی جهان می‌باشد، که از هواپیماهای جت، در سال ۱۹۵۷ جهت انتقال مسافر استفاده نمود.
شرکت چک ایرلاینز در سال ۱۹۲۳ توسط دولت چکسلواکی راه‌اندازی شد و در حال حاضر روزانه به ۹۲ مقصد، در ۴۸ کشور جهان، به صورت مستقیم خدمات انتقال مسافر را انجام می‌دهد.
دفتر مرکزی این شرکت در فرودگاه پراگ رازیون واقع در شهر پراگ، جمهوری چک قرار دارد و فرودگاه کارلووی واری، فرودگاه پراگ رازیون و فرودگاه لئوس جانسیک استراوا قطب‌های این شرکت هواپیمایی را تشکیل می‌دهند.
بزرگترین سهام‌داران چک ایرلاینز، شامل: چک اروهولدینگ (با ۵۶٪ درصد، که از شرکت‌های دولتی جمهوری چک است) و شرکت هواپیمایی کره (با ۴۴٪ درصد) می‌باشند. این شرکت در حال حاضر در ناوگان هوایی خود، ۲۳ فروند هواپیمای جت مسافربری، در اختیار دارد.